# لياندرو زامورا
لياندرو زامورا هو منافس ألعاب قوى كوبي، ولد في 11 مارس 1996.

## وصلات خارجية
- لياندرو زامورا على موقع الاتحاد الدولي لألعاب القوى (الإنجليزية)